# Flemingia strobilifera
Flemingia strobilifera is een plantensoort uit de vlinderbloemenfamilie. De plant, ook wel wilde hop genaamd, is inheems in het zuiden, oosten en zuidoosten van Azië.

## Verspreiding
De plant komt algemeen voor in China, Taiwan, Bhutan, India, Nepal, Pakistan, Sri Lanka, Laos, Myanmar, Thailand, Vietnam, Indonesië, Maleisië, Papoea-Nieuw-Guinea en de Filipijnen.
Ondertussen is de plant ook als invasieve exoot waargenomen in Nieuw-Caledonië en Panama.

## Beschrijving
De rechtopstaande, meerjarige struik wordt 1,5 tot 2 m lang. De bladeren zijn eivormig tot langwerpig met veernervig en licht gekartelde randen. Het bloeit van oktober tot december. Elke kleine, witte erwtvormige bloem is omgeven door een paar bloemschutbladeren. De afwisselende schutbladen zijn gerangschikt in twee rijen langs de tros en worden uiteindelijk papierachtig als ze opdrogen. De kleine, cilindrische peulen laten hun kleine zwarte en rode zaadjes los door explosief open te springen.

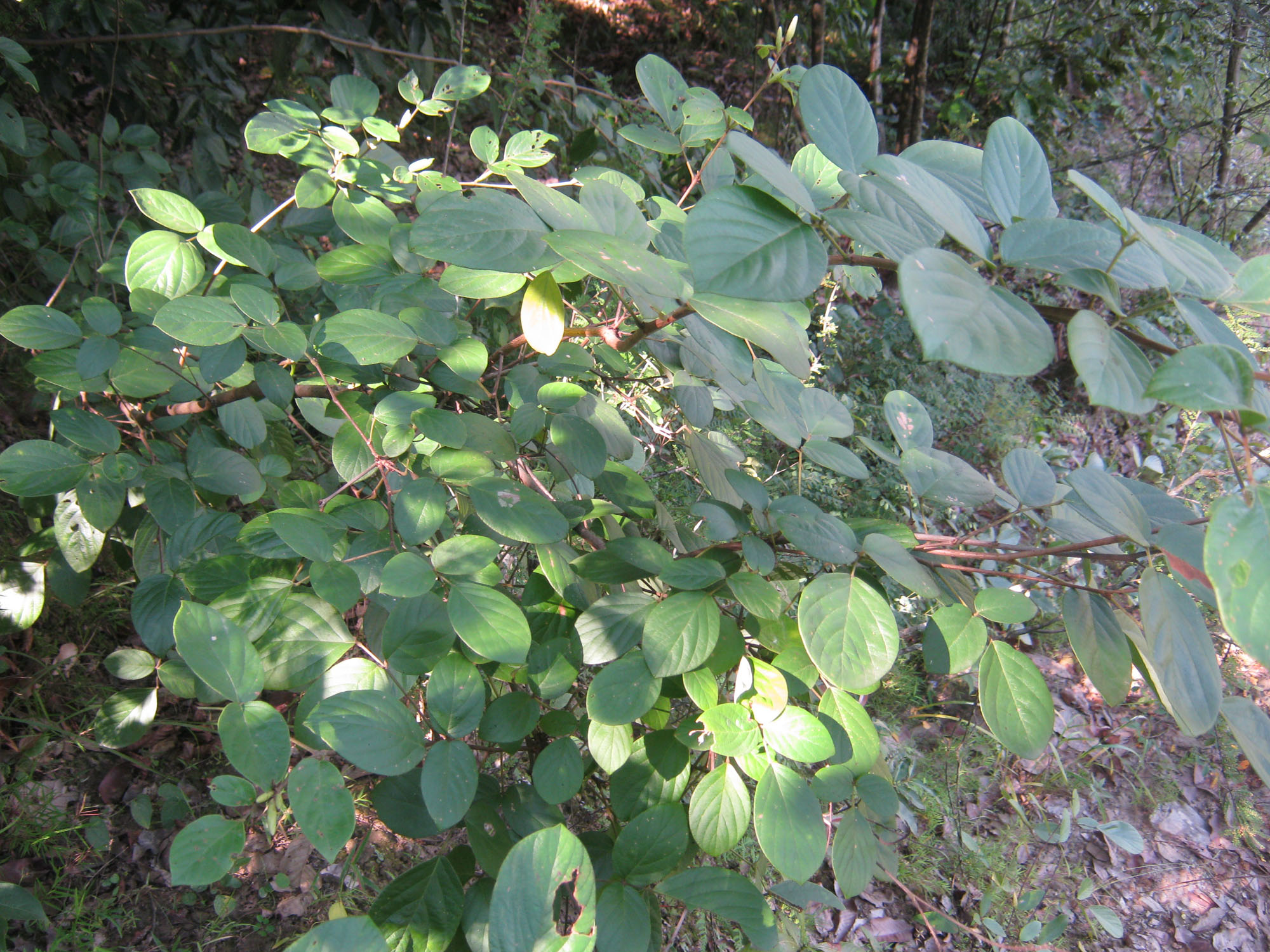
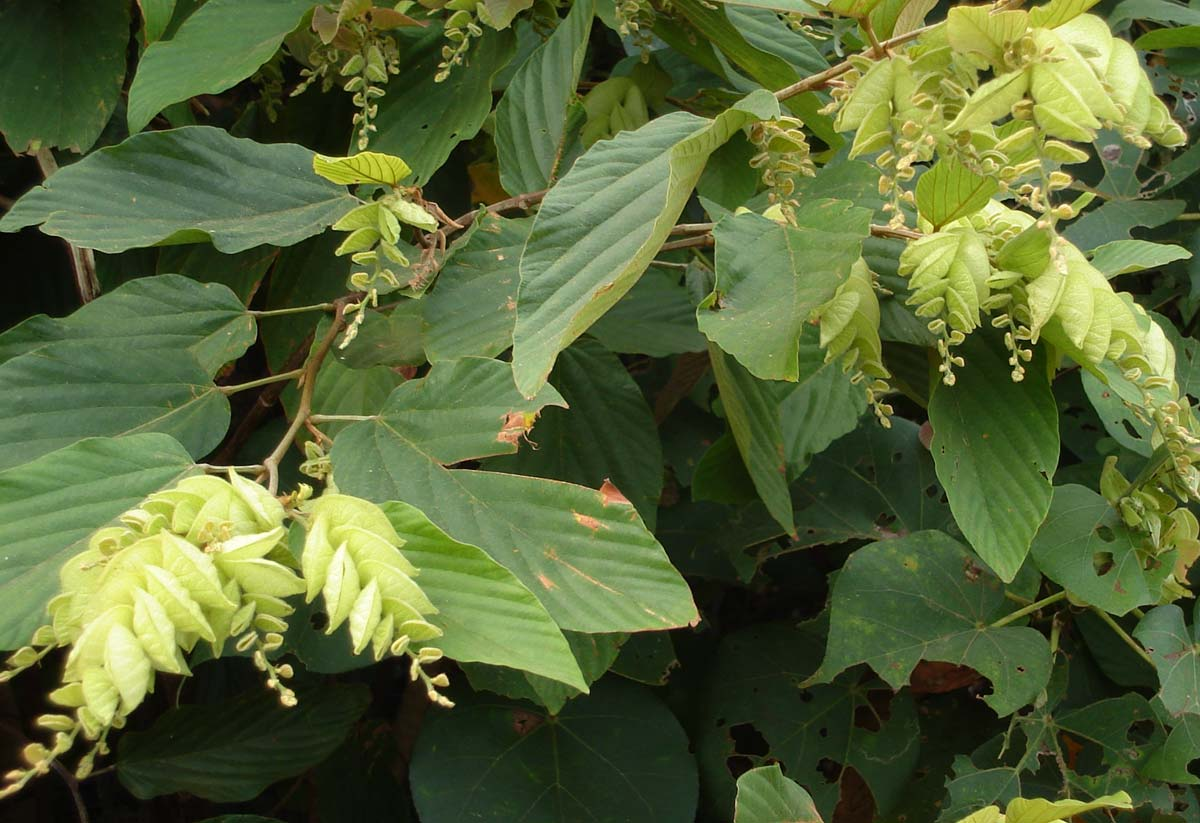
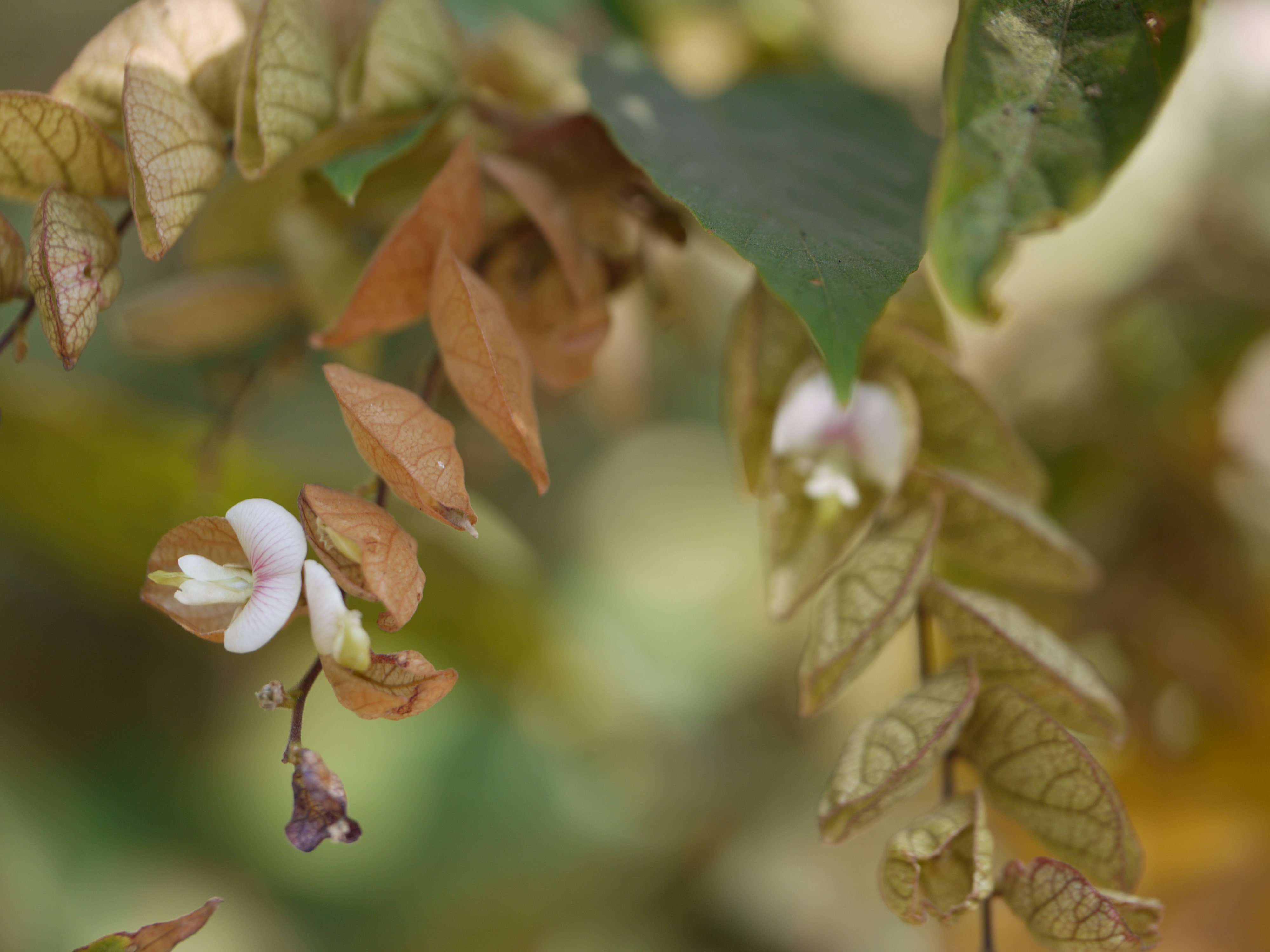
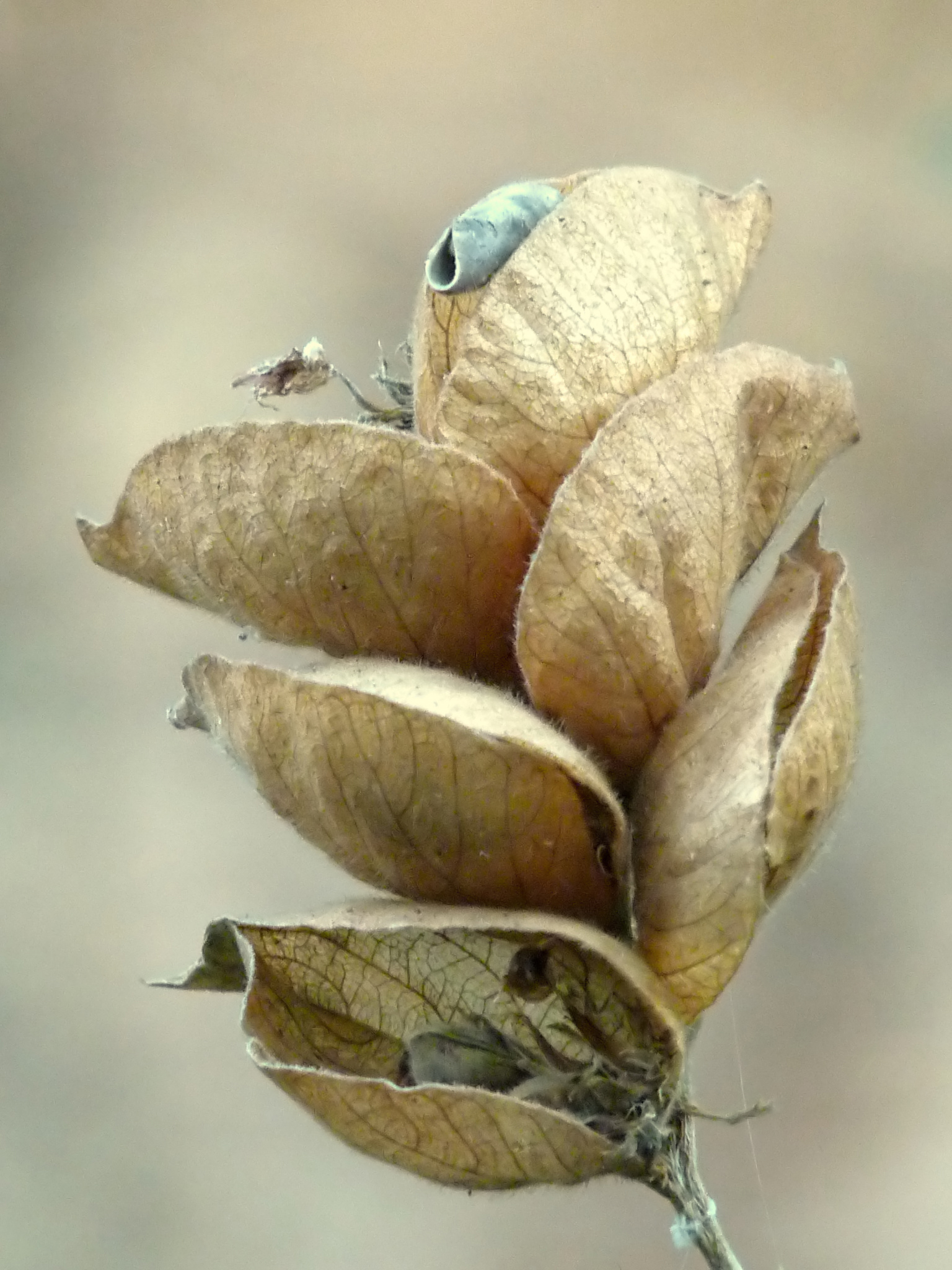
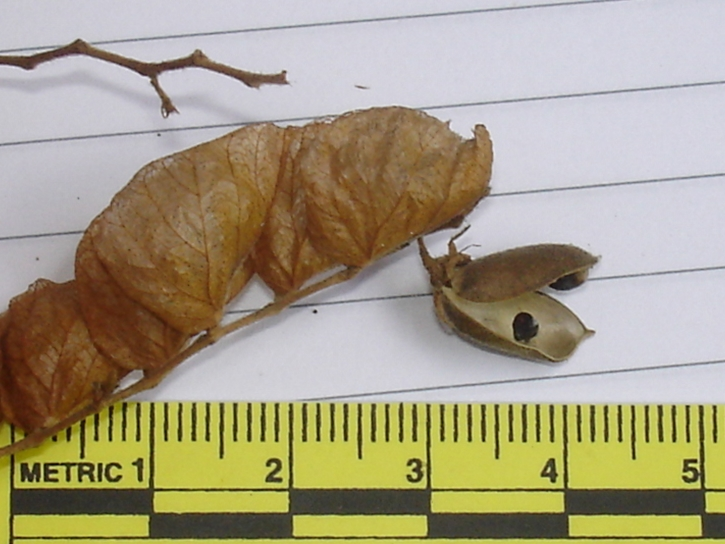